# Mirodenie

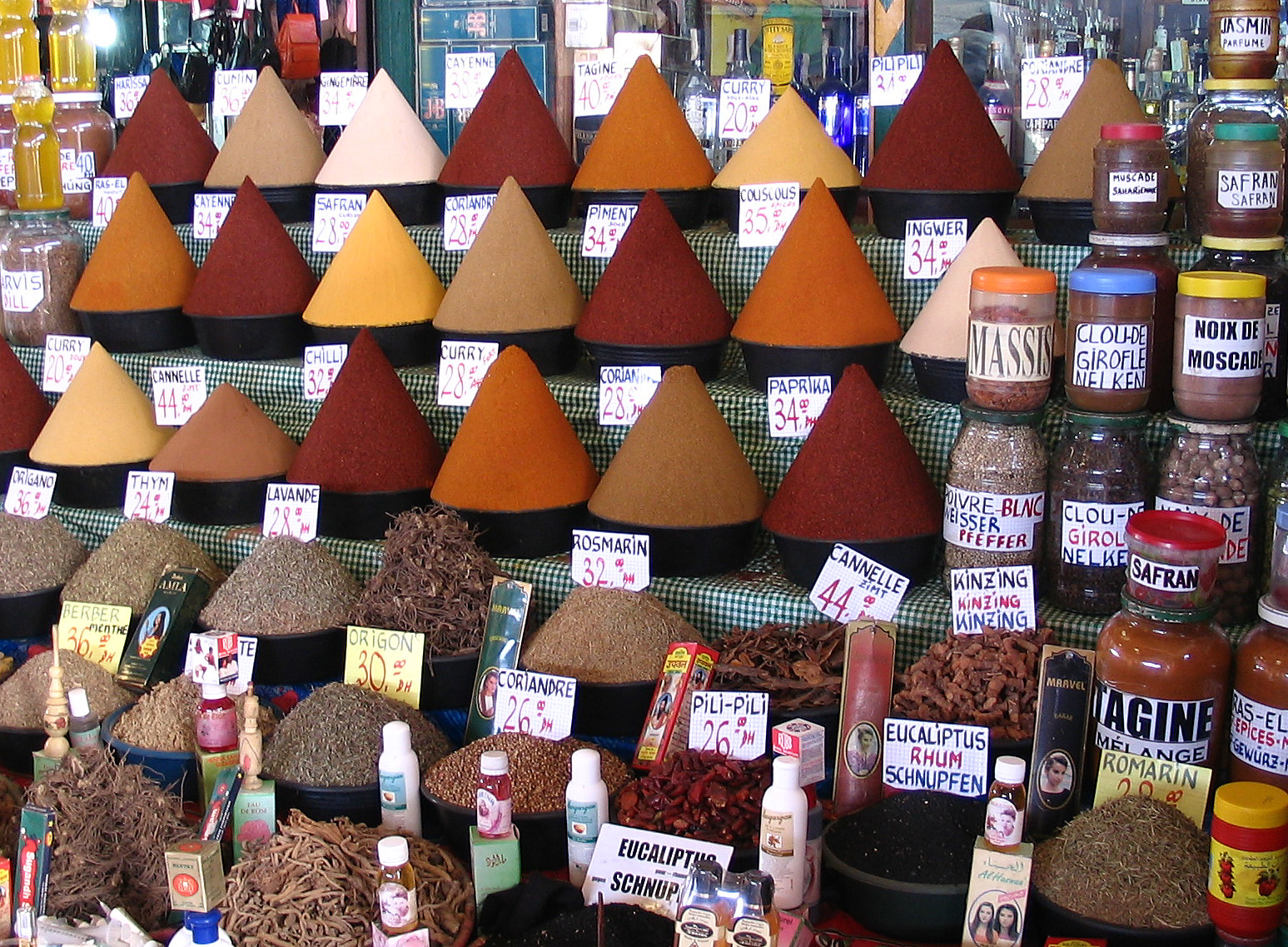
Mirodenii în piața din Agadir, Maroc

Mirodenia este un condiment, în special exotic, de natură vegetală, deosebit de aromat sau picant, adesea foarte rar și scump, sub formă de frunze, coji, flori, fructe, rădăcini, proaspete sau uscate (scorțișoară, lemn-dulce, ienibahar, baton de vanilie, rădăcină de ghimbir, șofran etc.); prin ext. orice condiment sau substanță puternic mirositoare.
Era folosit în mijlocul mileniului al doilea pentru a ascunde mirosurile urâte din familia regală, a nobililor și boierilor din statele europene.